# 濱海區 (喀麥隆)
濱海區（英語：Littoral Region）是喀麥隆的一個區，位於西部幾內亞灣岸。薩納加河在本省流入海。面積65,576平方公里，2004年人口2,202,340人。首府杜阿拉。下分6縣。